# Associazione Sportiva Volley Lube
El Associazione Sportiva Volley Lube o simplemente Lube Civitanova es un equipo de voleibol italiano de la ciudad de Treia. Actualmente se desempeña en la Serie A1 masculina de Voleibol de Italia.

## Historia
El equipo fue fundado en 1990 en la pequeña ciudad de Treia, cerca de Macerata donde juega los partidos, por los industriales del Gruppo Industriale Lube. Participa en las series minores hasta el 1993 cuando consigue ascender a la Segunda División italiana y en la temporada 1995/1996 por fin llega a la Serie A1. En 2000/2001 gana su primeros títulos, la  Copa de Italia  y la Challenge Cup  y el año siguiente levanta la Champions League.
Hay que esperar hasta la temporada 2005/2006 para que se proclame campeona de Italia (3-2 en la serie contra el Sisley Treviso), título que consigue también en 2011/2012 (3-2 en la final a partido único frente al Trentino Volley). 
En la temporada 2013/2014 llega por tercera vez hasta la final de los playoff y por tercera vez se corona campeona. En la temporada 2016/17 gana el doblete Campeonato-Copa de Italia tras ganar al Trentino Volley en ambas ocasiones.
En 2019 ganó el  Campeonato Mundial de Clubes.

## Instalaciones
Tras unos años en el pabellón Fontescodella de la ciudad de Macerata, a partir de la temporada 2014/15 el equipo cambia de pabellón puesto que sus 2200 espectadores de capacidad resultan insuficientes ya que la Serie A1 exige que se juegue en un pabellón de mínimo 3500 espectadores en las semifinal y final de los playoff, el equipo juega en el PalaBaldinelli cuando llega a esa punto de la competición. El nuevo pabellón, el PalaCivitanova puede ospitar hasta 4000 espectadores.

## Plantilla
Plantilla Lube Volley 2021
| N.º            | Nac.                                | Nombre                   | Edad    | Posición          |
| -------------- | ----------------------------------- | ------------------------ | ------- | ----------------- |
| 1              | Bandera de Puerto Rico              | Gabriel García Fernández | 26 años | Opuesto           |
| 2              | Bandera de Italia                   | Jiří Kovář               | 35 años | Receptor/atacante |
| 3              | Bandera de Italia                   | Daniele Sottile          | 45 años | Armador           |
| 4              | Bandera de Italia                   | Andrea Marchisio         | 34 años | Líbero            |
| 5              | Bandera de Cuba · Bandera de Italia | Osmany Juantorena        | 39 años | Receptor/atacante |
| 6              | Bandera de Italia                   | Rok Jerončič             | 23 años | Central           |
| 7              | Bandera de Italia                   | Fabio Balaso             | 29 años | Libero            |
| 8              | Bandera de Brasil                   | Ricardo Lucarelli Souza  | 33 años | Receptor/atacante |
| 9              | Bandera de Italia                   | Ivan Zaytsev             | 36 años | Opuesto           |
| 12             | Bandera de Italia                   | Enrico Diamantini        | 31 años | Central           |
| 13             | Bandera de Cuba                     | Robertlandy Simón        | 37 años | Central           |
| 15             | Bandera de Argentina                | Luciano De Cecco         | 36 años | Armador           |
| 17             | Bandera de Italia                   | Simone Anzani            | 33 años | Central           |
| 23             | Bandera de Cuba                     | Marlon Yant              | 23 años | Receptor/atacante |
|                |                                     |                          |         |                   |
| Equipo Técnico |                                     |                          |         |                   |
|                |                                     |                          |         |                   |
|                | Bandera de Italia                   | Gianlorenzo Blengini     | 53 años | Entrenador        |

| Alineación 2021 CLUB WORLD CHAMPS Zaytsev Simón Lucarelli Yant Anzani De Cecco Balaso (L) Ent. Gianlorenzo Blengini |

Plantilla Lube Volley 2019/2020
| N.º            | Nac.                                | Nombre               | Edad    | Posición           |
| -------------- | ----------------------------------- | -------------------- | ------- | ------------------ |
| 1              | Bandera de Italia                   | Simone Anzani        | 33 años | Central            |
| 2              | Bandera de Italia                   | Jiri Kovar           | 35 años | Receptor/atacante  |
| 3              | Bandera de Bélgica                  | Stijn D'Hulst        | 33 años | Armador            |
| 4              | Bandera de Italia                   | Andrea Marchisio     | 34 años | Líbero             |
| 5              | Bandera de Cuba · Bandera de Italia | Osmany Juantorena    | 39 años | Receptor/atacante  |
| 6              | Bandera de Italia                   | Jacopo Massari       | 36 años | Receptor/atacante  |
| 9              | Bandera de Cuba · Bandera de Brasil | Yoandy Leal          | 36 años | Receptor/atacante  |
| 10             | Bandera de Irán                     | Amir Ghafour         | 33 años | Opuesto            |
| 11             | Bandera de Luxemburgo               | Kamil Rychlicki      | 28 años | Opuesto            |
| 12             | Bandera de Italia                   | Enrico Diamantini    | 31 años | Central            |
| 13             | Bandera de Cuba                     | Robertlandy Simón    | 37 años | Central            |
| 14             | Bandera de Brasil                   | Bruno Rezende        | 38 años | Armador            |
| 16             | Bandera de Polonia                  | Mateusz Bieniek      | 30 años | Central            |
| 17             | Bandera de Italia                   | Fabio Balaso         | 29 años | Líbero             |
|                |                                     |                      |         |                    |
| Equipo Técnico |                                     |                      |         |                    |
|                |                                     |                      |         |                    |
|                | Bandera de Italia                   | Ferdinando De Giorgi | 63 años | Entrenador         |
|                | Bandera de Italia                   | Nicola Giolito       | 48 años | Segundo Entrenador |

| Alineación 2019-20 Rychlicki Simón Juantorena Leal Anzani Bruninho Balaso (L) Ent. De Giorgi |

## Palmarés
- Campeonato de Italia (6)

2005-06, 2011-12, 2013-14, 2016-17, 2018-19, 2020-21
- Copa de Italia (7)

2000-01, 2002-03, 2007-08, 2008-09, 2016-17, 2019-20, 2020-21
2º lugar (4) : 2011-12, 2012-13, 2017-18, 2018-19
- Supercopa de Italia (4)

2006, 2008, 2012, 2014
2º lugar (6) : 2001, 2003, 2009, 2013, 2017, 2020
- Champions League (2)

2001-02, 2018-19
2º lugar (1) : 2017-18
3º lugar (2) : 2015-16, 2016-17
- Mundial de Clubes (1)

2019
2º lugar (2): 2017, 2018
- Challenge Cup (4)

2000-01, 2004-05, 2005-06, 2010-11